# 덩자셴

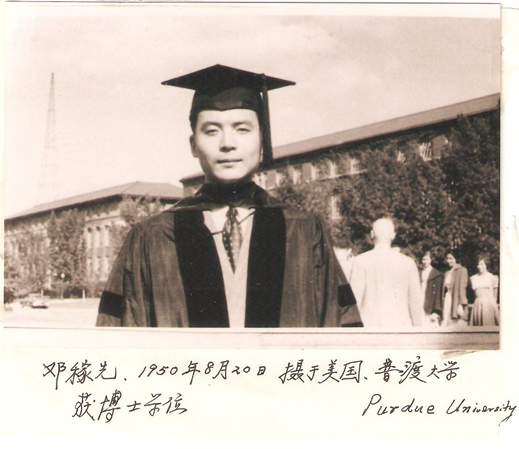

덩자셴(중국어 간체자: 邓稼先, 정체자: 鄧稼先, 병음: Dèng Jiàxiān, 1924년 6월 25일 – 1986년 7월 29일)은 중국 핵무기 개발의 아버지이다.

## 생애
1948년 미국 퍼듀 대학교에 유학해서, 1950년 물리학과 박사학위를 취득했다.
1958년 정식으로 중국의 핵무기 연구소인 중국공정물리연구원이 설립되며 핵연구에 박차를 가했다. 그러나 1959년 6월 중소분쟁으로 소련과 맺은 핵무기 기술협정은 파기되고 233명의 소련 기술자들이 철수했다.